# 1,1,1-trichlorethan
1,1,1-trichlorethan, známý také jako methylchloroform, je bezbarvá kapalina nasládlé vůně, která byla dříve vyráběna ve velkém množství jako rozpouštědlo. Po přijetí Montrealského protokolu byla její výroba silně utlumena, protože jde o látku ničící ozónovou vrstvu Země.